# Museu d'Art Contemporani de Pego
El Museu d'Art Contemporani de Pego (Marina Alta, País Valencià), es va inaugurar en 1991 amb les obres premiades en el Certamen de Pintura "Vila de Pego", la primera edició de la qual va ser l'any 1976. L'Ajuntament disposava en aquell temps d'una important pinacoteca i sentia l'obligació d'exposar-la al públic i constituir d'aquesta forma un centre de primer ordre, dinamitzador de l'oferta cultural i turística de la ciutat, així com de les inquietuds artístiques de la Vila de Pego.

## Continguts
Les obres que configuren el fons del Museu procedixen fonamentalment dels premis del Certamen de Pintura, però també hem de destacar la important donació que feta per "Els Amics del Museu de Pego" i també les donacions de destacats artistes i galeries d'art.
Les diferents sales estan repartides per la primera planta de la Casa de la Cultura i també en la caixa de l'escala que arreplega obres de gran mida com les composicions de pintura-escultura de Francisco López Gómez "Díptic" (1984), "Tal qual" (1988), i la pintura Pop Art de l'Equip Límit " En el món només hi ha un Superman" (1992).
Les sales primera i segona estan dedicades a les obres de tractament figuratiu que abracen el paisatge hiperrealista d'un artista consagrat com a F. Mir Berenguer "Jardins i xaboles" (1970) al paisatge Esprai 1995 de Cale Carratala López, la figuració intimista de Manuel Prada Romerar "En qualsevol època" (1976) "Adolescent" (1970) de J. Amerigo Zalazar, la composició de sis quadres seqüències amb influències del còmic "Proces" 1980 d'Enric Solbes Cabrera, passant per Adriá Pina Alegre "Mans" (1983).
Destacar també "Al despertar nouvingut" (1978) d'Eduardo Laborda, "Sons reals" (1976) d'Alvaro Segòvia, "Metamorfosi" (1975) de Juan Manuel Brazan amb les seues poètiques tan personals. La ruptura cap a corrents més expressives es pot contemplar en les obres de José Morea Marcos "Adam el de les formigues amb triangles" (1980) o el simbolisme de Martín Caballero "Et pluribus anum" (1980).
Les tendències constructivistes estan representades en la sala tercera amb obres de Luís Estellés Xapa "Escala" (1987), "Simplicitat interna" (1991) d'Ana Mª Miralles Martín i l'obra sense títol 1991 de Ricardo Domínguez Ruiz entre d'altres.
La sala quarta arreplega el corrent abstracte entre les quals destacarem l'obra de Francisco Moliner Ayala "Pintura" (1982), María Chana del Castillo amb la seua obra de 1982 sense títol. L'expressionisme abstracte de Carmen Bereguer 1981 i la força del color i la pinzellada d'Amparo Iranzo Ureña (1985).
A les sales quintes i sexta veiem obres de grans dimensions, el díptic de fusta amb grafismes i incicions "Personatge econòmic" (1985) de Carmen Grau i l'impressionant díptic "Pe Talleito nàs créu en Déu" 1987 de Guillermo Aymerich Goyanes i l'obra tan suggestiva i intimista realitzada amb tela i objectes de colors "Objectes de desig" (1995 de María Zarraga Llorens. Obres d'artistes que ja formen part de la nostra història de l'art contemporani, compartixen sales amb artistes joves premiats recentment. S'incorporen així les últimes tendències, Carolina Ferrer, (1991), Encarna Sapúlveda (1993), Rafael Hernández García, Juan Cuéllar Costa (1997), Javier Garcerá Ruiz (2000).